# Clarke Oduor
Clarke Sydney Omondi Oduor (* 25. června 1999) je keňský profesionální fotbalista, který hraje na pozici křídelníka za anglický klub Bradford City AFC a keňský národní tým.

## Klubová kariéra

### Leeds United
Oduor začal svou kariéru v akademii Leedsu United, kde také 16. ledna 2017 podepsal první profesionální smlouvu.
Svůj profesionální debut si odbyl 6. ledna 2019, kdy nastoupil v 85. minutě jako náhradník při porážce 2:1 s Queens Park Rangers ve třetím kole FA Cupu.
17. února podepsal Oduor novou smlouvu s Leedsem, která mu prodloužila smlouvu do konce sezóny 2019/20 s opcí na další rok.
V průběhu sezóny 2018/19 se Oduor pravidelně objevoval v týmu Leedsu United do 23 let Carlose Corberána a v průběhu roku prokázal svou všestrannost, když hrál na pozicích levého obránce, levého křídla, křídla a útočníka. S Oduorovou pomocí Leeds vyhrál Professional Development League i National PDL Championship, když ve finále porazil Birmingham City.

### Barnsley
Dne 31. srpna 2019 podepsal čtyřletou smlouvu s klubem Barnsley FC, který hrál EFL Championship.
7. prosince si Oduor odbyl svůj ligový debut za Barnsley jako náhradník v 93. minutě v Championship. 14. prosince si Oduor připsal svůj první ligový start za tým v základní sestavě. 26. prosince získal ocenění Muž zápasu v ligovém zápase proti West Bromwich Albion. Svůj první gól vstřelil v 91. minutě posledního zápasu sezóny 2019/20 proti Brentfordu a udržel tím Barnsley v Championship.
Dne 1. září 2022 odešel Oduor na hostování do Hartlepoolu United. Svůj první gól za Hartlepool vstřelil při porážce 2:1 se Swindon Town.

### Bradford City
Po vypršení smlouvy v Barnsley se Oduor přesunul do týmu EFL League Two Bradford City, kde podepsal tříletou smlouvu.

## Reprezentační kariéra
Oduor je způsobilý hrát za keňský národní tým i anglický národní tým. Svůj seniorský debut za Keňu si odbyl 9. října 2020 při přátelské výhře 2:1 nad Zambií.

## Statistiky

### Klubové
Platí k zápasu hranému 27. dubna 2024.
| Klub                          | Sezóna            | Liga              | Liga   | Liga | Národní pohár | Národní pohár | Ligový pohár | Ligový pohár | Ostatní | Ostatní | Celkově | Celkově |
| Klub                          | Sezóna            | Soutěž            | Zápasy | Góly | Zápasy        | Góly          | Zápasy       | Góly         | Zápasy  | Góly    | Zápasy  | Góly    |
| ----------------------------- | ----------------- | ----------------- | ------ | ---- | ------------- | ------------- | ------------ | ------------ | ------- | ------- | ------- | ------- |
| Leeds United                  | 2018/19           | EFL Championship  | 0      | 0    | 1             | 0             | 0            | 0            | 0       | 0       | 1       | 0       |
| Barnsley                      | 2019/20           | EFL Championship  | 16     | 1    | 2             | 0             | 0            | 0            | 0       | 0       | 18      | 1       |
| Barnsley                      | 2020/21           | EFL Championship  | 11     | 0    | 0             | 0             | 2            | 0            | 0       | 0       | 13      | 0       |
| Barnsley                      | 2021/22           | EFL Championship  | 20     | 0    | 0             | 0             | 1            | 0            | 0       | 0       | 21      | 0       |
| Barnsley                      | 2022/23           | EFL League One    | 2      | 0    | 0             | 0             | 2            | 0            | 1       | 0       | 5       | 0       |
| Celkově                       | Celkově           | Celkově           | 49     | 1    | 2             | 0             | 5            | 0            | 1       | 0       | 57      | 1       |
| Hartlepool United (hostování) | 2022/23           | EFL League Two    | 11     | 1    | 3             | 0             | 0            | 0            | 0       | 0       | 14      | 1       |
| Bradford City                 | 2023/24           | EFL League Two    | 32     | 3    | 0             | 0             | 2            | 0            | 6       | 1       | 41      | 4       |
| Celkově v kariéře             | Celkově v kariéře | Celkově v kariéře | 92     | 5    | 6             | 0             | 7            | 0            | 7       | 1       | 112     | 6       |